# Aleksander Szacki
Aleksander Szacki, poljski general, * 31. julij 1890, † 15. julij 1957.